# اوناسمنوژن آبپارووک
اوناسِـمنوژن آبـِپاروُوِک (انگلیسی: Onasemnogene abeparvovec؛ تلفظ انگلیسی: آناسِـمنوجین اِیب‌پاروُوِک) که با نام تجاری زولجنسما (Zolgensma) فروخته می‌شود، یک داروی ژن‌درمانی است که برای درمان آتروفی عضلانی نخاعی (SMA) به‌کار می‌رود. این دارو در سال ۲۰۱۹ برای کودکان کمتر از ۲ سال، مورد تأیید واقع شد. این دارو فقط یکبار و به‌صورت تزریق وریدی تجویز می‌شود و به‌دنبال آن ۲ ماه باید کورتیکواستروئید مصرف شود.
عوارض جانبی شایع شامل استفراغ و افزایش سطح آنزیم‌های کبدی است. نحوهٔ اثر این دارو، ارائه نسخهٔ جدیدی از ژنی است که پروتئین SMN1 را در انسان می‌سازد.
اوناسمنوژن در سال ۲۰۱۹ در ایالات متحده آمریکا و در سال ۲۰۲۰ در ژاپن و اتحادیه اروپا مورد پذیرش واقع شد.
این دارو توسط شرکت نوپایِ زیست‌فناوری «اَوِکسیس» (AveXis) ساخته شده که در سال ۲۰۱۸ به مالکیت شرکت دارویی نوارتیس درآمد.

## مصارف پزشکی
این دارو جهت درمان آتروفی عضلانی نخاعی ساخته شده که در اثر جهش در ژن SMN1 واقع بر بازوی بلندِ کروموزوم ۵ ایجاد می‌شود و از سنین خردسالی سبب ضعف پیشرونده و از دست رفتن عملکرد ماهیچه‌ها می‌شود و در صورت عدم درمان مؤثر به مرگ می‌انجامد.
اوناسمنوژن در ایالات متحده آمریکا و برخی کشورهای دیگر، جهت استفاده در کودکان مبتلا به آتروفی عضلانی نخاعی در کمتر از ۲ سالگی و آنهایی که هنوز علامت‌دار نشده‌اند، مورد تأیید قرار گرفته‌است.
در اتحادیهٔ اروپا، مصرف این دارو برای آنهایی که تشخیص بالینی «آتروفی عضلانی نخاعی نوع ۱» را دارند (بیماری علامت‌دار) یا آنهایی که دست‌کم ۳ نسخه از ژن SMN2 را در بدن دارند، مورد پذیرش واقع شده‌است.
تجویز کورتیکواستروئید جهت جلوگیری از بروز آسیب کبدی ناشی از این دارو صورت می‌پذیرد.
با آنکه این دارو فقط یکبار تجویز می‌شود، اما هنوز معلوم نیست ترانس‌ژن‌های انتقال‌یافته، تا چه مدت در بدن باقی می‌مانند. چون نورون‌های حرکتی تقسیم میتوزی ندارند، انتظار بر آن است که این ترانس‌ژن‌ها پایداری درازمدتی داشته باشند.

## عوارض جانبی
عوارض جانبی شایع شامل استفراغ و افزایش سطح آنزیم‌های کبدی است. عوارض جانبی جدی‌تر ممکن است شامل بیماری‌های کبدی و کاهش پلاکت‌های خون باشد. در کارآزمایی‌های بالینی افزایش موقت آنزیم تروپونین ۱ مشاهده شد، اما اهمیت بالینی آن هنوز مشخص نیست. با این وجود، مسمومیت قلبی در مدل‌های حیوانی دیده شده‌است.
از آنجایی که این دارو ممکن است سبب کاهش پلاکت‌های خون شود، باید سطح پلاکت‌ها را پیش از آغاز درمان سنجید و سپس در ماه اول درمان، هر هفته یک‌بار، و طی دو ماه بعدی، هر دو هفته یکبار سطح پلاکت‌ها سنجیده شود تا آنکه سطح پلاکت به حالت عادی برگردد. آزمون عملکرد کبد باید به مدت سه ماه پس از تجویز سنجیده و بررسی شود.

## نحوه عملکرد
آتروفی عضلانی نخاعی یک بیماری عصبی-عضلانی است که به سبب جهش در ژن SMN1 ایجاد می‌شود که در اثر آن، میزان تولید پروتئین SMN - که برای زنده‌ماندن نورون‌های حرکتی ضروری است - کاهش می‌یابد. اوناسمنوژن یک زیست‌دارو است که در خود، کپسیدِ یک نوعِ خاص از ویروس را موسوم به «AAV9» دارد. در درون این ویروس، ترانس‌ژن SMN1 و یک پروموتر ساختگی، جاسازی شده‌است. پس از تزریق دارو، ویروس به سلول‌های عصبیِ معیوب رفته و ترانس‌ژن SMN1 را به آنها انتقال می‌دهد و در نتیجه تولید پروتئین SMN افزایش می‌یابد.

## هزینه
هزینهٔ درمان با این دارو ۲٫۱۲۵ میلیون دلار آمریکا (هر آمپول) است که بدین ترتیب گران‌ترین داروی جهان محسوب می‌شود. (سال ۲۰۱۹). در یک چهارم ابتدایی سالِ فروش، حدود ۱۶۰ میلیون دلار آمریکا از این دارو فروخته شد.
در ژاپن این دارو از ۲۰ مه ۲۰۲۰ تحت پوشش بیمهٔ همگانی قرار گرفت که در واقع گران‌ترین دارویی است که در ژاپن تحت پوشش بیمه است. شورای مرکزی پزشکی بیمهٔ اجتماعی که مسئولیت تعیین نرخ سراسری دارو در ژاپن را به عهده دارد، از طریق مذاکره و چانه‌زنی، موفق شده تا هزینهٔ دارو را تا حدود ¥۱۶۷,۰۷۷,۲۲۲ ین ژاپن (در حدود ۱،۵۱۰،۰۰۰ دلارآمریکا) برای هر بیمار پائین بیاورد.

## مطالب مورد مناقشه و بحث
در ماه‌های منتهی به پذیرش دارو از سوی سازمان غذا و داروی آمریکا (FDA)، یک افشاگر به شرکت نوارتیس اطلاع داد که داده‌های به‌کار رفته در برخی از پژوهش‌های این دارو، دستکاری شده‌اند. شرکت نوارتیس دو تن از مدیران اجرایی شرکت زیست‌فناوری «اَوِکسیس» را اخراج کرد و موضوع را به سازمان غذا و داروی آمریکا اطلاع داد، اما این کار را در ژوئن ۲۰۱۹ میلادی، یعنی یک ماه پس از پذیرفته شدن دارو توسط FDA انجام داد. این تأخیر در گزارش‌دهی، به‌شدت از سوی FDA محکوم شد. در اکتبر ۲۰۱۹ میلادی، این شرکت همچنین پذیرفت که اثرات سمی ناشی از ترکیبات به‌کار رفته در دارو را بر روی حیوانات آزمایشگاهی، به سازمان غذا و داروی آمریکا و آژانس دارویی اروپا اطلاع نداده‌است. با سبب دستکاریِ داده‌های پژوهشی، آژانس دارویی اروپا تصمیم خود را برای پذیرشِ فوریِ دارو لغو کرد.
در دسامبر ۲۰۱۹ شرکت نوارتیس اعلام کرد که سالیانه ۱۰۰ دوز داروی مجانی را به کودکان بیمار در خارج ایالات متحده آمریکا از طریق یک سیستم قرعه‌کشی جهانی اهدا خواهد کرد. این تصمیم که بنا بر گفته این شرکت دارویی، بر پایهٔ توصیه‌های یک کمیتهٔ بی‌نام اخلاق زیستی گرفته شده بود، با موج گسترده‌ای از انتقادها از سوی کمیسیون اروپا، برخی ناظران بهداشت و سلامت در اروپا و گروه‌های حمایت از بیماران مواجه شد که معتقد بودند این کار، «افزایندهٔ بار عاطفی-روانی»، «نه‌چندان رضایت‌بخش» و «سؤال‌برانگیز به‌لحاظ اخلاقی» است. شرکت نوارتیس بدون مشورت با پزشکان و خانواده‌های بیماران چنین تصمیم را گرفته بود. از طرفی آلن روزنبرگ که یک متخصص اخلاق زیستی در «مؤسسهٔ اخلاق زیستی برمن» در دانشگاه جانز هاپکینز است، معتقد است که چنین برنامه‌ای، بهترین انتخاب موجود بود؛ چرا که نمی‌توان با دقت زیاد، پیش‌آگهی این بیماری را در کودکان کمتر از ۲ سال، پیش‌بینی کرد.